# 스코틀랜드 회사
스코틀랜드 아프리카 인도 무역회사(Company of Scotland Trading to Africa and the Indies) 혹은 스코티시 다리엔 회사(Scottish Darien Company)는 불운한 7년이라고 불리는 경제위기를 타개하기 위해 1695년 6월 26일 스코틀랜드 의회가 제정한 법에 의해 세워진 해외 무역 회사로 본사는 에든버러에 있었다. 해당 법으로 인해 스코틀랜드 회사는 인도, 아프리카, 아메리카와의 무역, 특별 주권, 21년 세금 면제 혜택을 누렸다. 이러한 스코틀랜드 회사는 무역 방면에서 아시아 지역으로 진출하기 위해 파나마 지협 일대를 식민화한다는 다리엔 계획을 추진했다. 다리엔 계획을 위해 엄청난 자본이 투입됐으나 실패했고 이는 연합법 체결로 이어졌다. 연합법이 마련된 1707년 스코틀랜드 회사의 부채는 14,000 파운드를 넘는데 이는 2023년 현재 가치로 2,975,459 파운드에 해당한다. 신생 연합 왕국은 스코틀랜드 회사와 관련된 문제를 해결하기 위한 비용을 지불하는 대가로 잉글랜드 정부가 진 부채의 이자가 지불됐고 스코틀랜드에는 세율이 높게 매겨졌다.